# SBBR-Leuchte
Eine SBBR-Leuchte ist eine kombinierte Stand-Brems-Blink-Rückleuchte bei Fahrzeugen. Besonderheit ist, dass die Leuchte nur aus einem Gehäuse besteht und die vier Funktionen des Rücklichts von einer einzigen Elektronik gesteuert werden. Dabei besitzt allerdings jede Funktion weiterhin ihr eigenes Leuchtmittel. Die Leuchte ist dazu in Kammern aufgeteilt.
Häufig wurden SBBR-Leuchten in den 1970er-Jahren eingesetzt um die Produktionskosten der Fahrzeuge möglichst gering zu halten. Im Vergleich zu Rückleuchten mit mehreren Steuerungselektroniken hat die SBBR-Leuchte eine geringere Sicherheit, denn bei Ausfall der Elektronik entfallen alle Funktionen des Rücklichts. Zum Teil gibt es aber auch Sicherheitsschaltungen, die bei Ausfall eingreifen und z. B. auf eine Ersatzbirne schalten um den Totalausfall der Heckbeleuchtung zu verhindern.
Erst bei modernen Fahrzeugen kommen wieder vermehrt SBBR-Leuchten zum Einsatz (zum Beispiel im Audi R8), wobei als Leuchtmittel statt einer Glühlampe ausfallsicherere Leuchtdioden benutzt werden. Aber auch bei Fahrzeugen für den Massenmarkt, wie dem VW Polo V, kommen diese Leuchten zum Einsatz.